# Château de Molières
Le château de Molières est un château du XIVe siècle implanté sur la commune française de Molières, dans le département de la Dordogne, en région Nouvelle-Aquitaine.

## Historique
Ce château est appelé d'après une légende le « château de la Reine Blanche ». Il ne reste que l'enceinte avec remparts et un donjon carré, isolé au milieu de l'enceinte.
La bastide de Molières a été créée par le roi d'Angleterre Édouard Ier, en 1273, sous l'administration du sénéchal de Guyenne, Jean de Grailly. La bastide était à l'origine protégée par une petite tour fortifiée. Des coutumes sont accordées aux habitants par le roi d'Angleterre, le 27 novembre 1285.
La construction du château a commencé après 1314 par le sénéchal de Périgord, Guilhem de Toulouse, pendant le règne d'Édouard II d'Angleterre. À cette date, il avait choisi de faire de Molières une base fortifiée pour exercer son autorité. Il se plaint alors de n'y avoir aucune maison forte pour s'y protéger, sauf une tour qui sert de prison, édifiée à l'angle de la bastide au moment de sa construction. Il entreprend alors la construction du château avec ses propres deniers. Il demande le remboursement de la dépense au roi qui accepte en mai 1315. Mais en 1318, l'administration centrale de Londres lui demande de s'adresser au connétable de l'Ombrière. La construction du château s'est alors arrêtée comme l'indique un acte de mars 1320. Le château est restée inachevé.

## Description
Le mur d'enceinte à base carrée de 50 mètres de côté a été terminé jusqu'au niveau du chemin de ronde. Au milieu se trouve une tour de six mètres de côté qui est la tour contemporaine de la création de la bastide. À l'intérieur, la salle d'apparat était équipée de latrines à siège double.

## Protection
Le château est inscrit au titre des monuments historiques en 1948.